# Gemma Marfany Nadal
Gemma Marfany Nadal (Barcelona, 1963) és una científica catalana, doctora en biologia, especialitzada en genètica, branca dins la qual ha estudiat des de l'evolució molecular fins a l'anàlisi de les bases genètiques i moleculars de malalties humanes hereditàries. La seva trajectòria professional i acadèmica s'ha desenvolupat a Barcelona, Edimburg i Oxford. És catedràtica de Genètica a la Universitat de Barcelona i membre del consell d'estudis del Grau de Biologia. Va ser membre del consell directiu de la Sociedad Española de Genética (SEG). Va ser coordinadora del màster de Biologia del desenvolupament i Genètica de la UB
Actualment investiga en malalties minoritàries que afecten a la retina, i lidera el grup de recerca al Centro de Investigaciones Biomédicas en Red de Enfermedades Raras (CIBERER) i dins l'Institut de Biomedicina de la Universitat de Barcelona (IBUB)-Institut de Recerca Sant Joan de Déu (IBUB-IRSJD). Ha publicat més de cent articles científics. dirigit nombroses tesis doctorals, treballs de màster i de final de grau. És cofundadora d'una empresa spin-off dedicada al diagnòstic genètic de malalties hereditàries de la visió, DBGen Ocular Genomics.
Juntament amb les seves companyes i companys de grup, han identificat nous gens i mutacions que causen ceguesa hereditària, i generen models cel·lulars i animals modificats mitjançant edició genètica (CRISPR) per estudiar les bases moleculars de les malalties de la visió. Com a especialista en qüestions de bioètica en l'ús de l'ADN, és membre de l'Observatori de Bioètica i Dret (OBD). Va ser assessora externa de la Comisión Nacional para el uso forense del ADN, i ha ocupat el càrrec de secretària acadèmica de la Comissió de Bioètica de la Universitat de Barcelona (CBUB)
Compagina investigació i docència amb la divulgació científica. Publica periòdicament a la revista de difusió de la investigació Mètode, setmanalment articles a El Nacional.cat per apropar el coneixement científic a la ciutadania. A més a més, és autora de dos llibres de divulgació científica, un de genètica forense i un altre sobre l'envelliment.

## Premis
El 2019, Gemma Marfany i David Bueno van ser guardonats ex aequo amb la VI Distinció atorgada conjuntament pel Claustre de Doctors i pel Consell Social de la Universitat de Barcelona a les millors activitats de divulgació científica i humanística, merescuda per haver estat capaços de fer arribar el coneixement científic al conjunt de la societat. El 2021 ha estat nomenada Delegada del Rector per a la Divulgació Científica.

## Obra publicada
- El efecto CSI. La genètica forense del segle XXI (Ediciones UPC, 2010)
- Per què envellim? La resposta de la ciència a una vella preocupació humana (amb Maria Soley, Edicions Universitat de Barcelona, 2011)